# Angelika Jakubowska
Angelika Jakubowska (Lubań, 30 aprile 1989) è una modella polacca, incoronata Miss Polonia 2008.
In qualità di rappresentante ufficiale della Polonia, la Jakubowska ha partecipato a Miss Universo 2009 ed a Miss International 2009. Nel settembre 2010 Angelika Jakubowska ha posato per l'edizione polacca della rivista Playboy.